# 情場大玩咖
《情場大玩咖》（英語：Playing for Keeps）是一部2012年美國浪漫喜劇電影，由加布里埃爾·穆奇諾執導。傑瑞德·巴特勒主演，謝茜嘉·比爾、凱薩琳·麗塔-瓊絲、丹尼斯·奎德、烏瑪·瑟曼和茱蒂·葛瑞兒擔任配角。該片由電影區影業公司於2012年12月7日在美國和加拿大上映。該片受到影評人的負面評價，成為票房炸彈，預算為5500萬美元，但票房收入僅為2780萬美元。

## 角色
- 傑瑞德·巴特勒飾演喬治（George）
- 謝茜嘉·比爾飾演斯塔西（Stacie）
- 凱薩琳·麗塔-瓊絲飾演丹妮絲（Denise）
- 丹尼斯·奎德飾演卡爾（Carl）
- 烏瑪·瑟曼飾演帕蒂（Patti）
- 茱蒂·葛瑞兒飾演波蒂（Barb）

## 迴響
根据評論匯總网站爛番茄汇总的92篇评论文章，5%的评论家给予该作正面评价，平均打分为3.6分（满分10分）。该网站总结的评论家共识是“電影缺乏智慧、沒有重點，而且可以說是厭惡女性，一部令人沮喪、最低評分的好萊塢浪漫喜劇。”
在Metacritic上，25位影評人共給予了27分的分數（滿分100分），這部電影獲得了「普遍負面評價」。

## 外部連結
- 互联网电影数据库（IMDb）上《Playing for Keeps》的资料（英文）
- AllMovie上《Playing for Keeps》的资料（英文）
- Box Office Mojo上《Playing for Keeps》的資料（英文）
- 爛番茄上《Playing for Keeps》的資料（英文）
- Metacritic上《Playing for Keeps》的資料（英文）